# 笹川大五
笹川 大五（ささがわ だいご、1997年8月3日 - ）は、ジャパンラグビーリーグワンリコーブラックラムズ東京に所属するラグビー選手。

## プロフィール
- 東京都中野区出身。
- ポジションはプロップ(PR)。
- 身長 185 cm、体重 114 kg
- U17日本代表に選ばれたことがある[1]。

## 略歴
小学4年生からラグビーを始めた。
2016年、明大中野高校卒業後、明治大学に入る。なお明大中野高校時代、高校日本代表候補に選ばれたことがある。
2020年、明治大学卒業後、リコーブラックラムズ(現・リコーブラックラムズ東京)に加入。
2021年2月28日にジャパンラグビートップリーグ第2節ヤマハ発動機ジュビロ戦に途中出場で公式戦初出場を果たす。